# 단역 (구마모토현)
단역(일본어: 段駅)은 일본 구마모토현 야쓰시로시에 위치한 규슈 여객철도 히사쓰 선의 철도역이다. 단선 승강장 1면 1선의 구조를 갖춘 지상역이다.

## 이용 현황
| 연도     | 1일 평균 승차 인원 | 1일 평균 하차 인원 |
| -------- | ------------------ | ------------------ |
| 2000년도 | 35                 | 79                 |
| 2001년도 | 39                 | 79                 |
| 2002년도 | 35                 | 74                 |
| 2003년도 | 30                 | 64                 |
| 2004년도 | 31                 | 63                 |
| 2005년도 | 30                 | 61                 |
| 2006년도 | 31                 | 63                 |
| 2007년도 | 24                 | 49                 |
| 2008년도 | 22                 | 44                 |
| 2009년도 | 20                 | 40                 |
| 2010년도 | 17                 | 34                 |
| 2011년도 | 16                 | 29                 |
| 2012년도 | 15                 | 32                 |

## 역 주변
- 규슈 자동차도
- 국도 제219호선
- 구마강

## 역사
- 1929년 9월 11일 : 부근 정.촌장으로부터 모지 철도 관리부에 대해서, 야쓰시로 - 사카모토 역 중간 정거장 설치 쪽으로 신청.
- 1930년 10월 29일 : 일본 철도성 장관의 허가 신청.
- 1931년 4월 1일 : 일본 철도성이 개설. 역무원 무배치.
- 1940년 4월 1일 : 역무원 배치.
- 1956년 7월 20일 : 상행선 본선 부설 준공.
- 1977년 : 역사 개축.
- 1984년 2월 1일 : 소화물 취급 폐지.
- 1986년 11월 1일 : 전자 폐색 장치 도입에 의해 무인화. 역 구내 하행선 철거.
- 1987년 4월 1일 : 일본국유철도 분할 민영화에 의해, 규슈 여객철도가 승계.
- 1988년 1월 1일 : 역사 철거.

## 인접 역
| 히사쓰 선              | 히사쓰 선   | 히사쓰 선            |
| ---------------------- | ----------- | -------------------- |
| 야쓰시로 야쓰시로 방면 | ■ 히사쓰 선 | 사카모토 하야토 방면 |